# اريك دانيلز
اريك دانيلز (بالإنجليزية: Eric Daniels) هو كبير الإداريين التنفيذيين أمريكي، ولد في 14 أغسطس 1951 في ديلون في الولايات المتحدة.